# Bangor (Francia)
Bangor (in bretone: Bangor) è un comune francese di 964 abitanti situato nel dipartimento del Morbihan nella regione della Bretagna.

## Società

### Evoluzione demografica
Abitanti censiti